# Beth Mead
Bethany Jane Mead (Whitby, 9 mei 1995) is een Engelse voetbalster die als aanvaller speelt, bij voorkeur als linkervleugelspeler. Ze speelt voor Arsenal WFC en komt uit voor het Engelse nationale elftal.
Mead heeft voor dat ze ging voetballen bij Arsenal WFC bij Sunderland haar opleiding genoten tot aanvaller, maar in de praktijk speelde ze meestal linksvoor. 
Ze komt daarnaast uit voor haar land Engeland ('The Lionesses'). Hier speelt ze eveneens als linksvoor. Ze draagt het nummer 9 bij haar club Arsenal WFC en mag met het nummer 22 spelen bij The Lionesses.
Na het Europees Kampioenschap 2022 werd ze in Engeland gekozen tot beste speelster van het EK. Met haar land werd ze op 27 juli 2025 voor de tweede maal Europees kampioen door in de finale na penalty's af te rekenen met Spanje.
Mead heeft een relatie gehad met de Nederlandse voetbalster Daniëlle van de Donk. Na de finale van het Europees Kampioenschap 2022 meldde Mead dat ze een relatie heeft met haar Nederlandse ploeggenote Vivianne Miedema.
1 Earps ·
2 Bronze ·
3 Daly ·
4 Walsh ·
5 Greenwood ·
6 Bright ·
7 Mead ·
8 Williamson  ·
9 White ·
10 Stanway ·
11 Hemp ·
12 Carter ·
13 Hampton ·
14 Kirby ·
15 Stokes ·
16 Scott ·
17 Parris ·
18 Kelly ·
19 England ·
20 Toone ·
21 Roebuck ·
22 Wubben-Moy ·
23 Russo ·
Coach: Wiegman
1 Hampton ·
2 Bronze ·
3 Charles ·
4 Walsh ·
5 Greenwood ·
6 Williamson  ·
7 James ·
8 Stanway ·
9 Mead ·
10 Toone ·
11 Hemp ·
12 Le Tissier ·
13 Moorhouse ·
14 Clinton ·
15 Morgan ·
16 Carter ·
17 Agyemang ·
18 Kelly ·
19 Beever-Jones ·
20 Park ·
21 Keating ·
22 Wubben-Moy ·
23 Russo ·
Coach: Wiegman